# Черна риба
Черните риби (Dallia pectoralis) са вид актиноптери от семейство Умброви (Umbridae).
Те са незастрашен вид.
Таксонът е описан за пръв път от Тарлтън Хофман Бийн през 1880 година.